# Air Force One (film)
Air Force One è un film del 1997 diretto da Wolfgang Petersen e interpretato da Harrison Ford, Gary Oldman e Glenn Close.

## Trama
In Kazakistan avviene un'operazione speciale, dove la Delta Force e la Specnaz catturano il generale Ivan Radek, dittatore del suddetto paese. 3 settimane dopo, alla fine di un viaggio presidenziale a Mosca, il presidente degli Stati Uniti d'America James Marshall (veterano di guerra e amico del presidente russo Stolicha Petrov), la sua famiglia e alcuni componenti dello staff presidenziale, si preparano a tornare negli Stati Uniti sull'aereo presidenziale, l'Air Force One (Boeing SAM 28000). La famiglia del Presidente è composta dalla First Lady Grace Marshall, e anche dalla loro figlia 14enne, Alice Marshall. Non sanno però, che un gruppo di terroristi kazaki, guidati dal loro capo, Egor Korshunov, si è imbarcato segretamente, scambiandosi inizialmente come se fossero passeggeri normali. Questi ultimi hanno come compito la liberazione del dittatore del loro paese, il generale Radek, tenuto attualmente prigioniero nelle carceri russe.
Al momento del dirottamento, i terroristi prendono in ostaggio tutti i passeggeri, compresa la famiglia del Presidente, ed eliminano gran parte delle guardie del corpo e alcuni membri dello staff del presidente, cosicché quest'ultimo viene fatto salire sulla capsula di salvataggio, che viene espulsa dall'aereo. Poiché l'aereo tenta di effettuare un atterraggio di emergenza alla Base Aerea di Ramstein, in Germania, Korshunov e i dirottatori irrompono nella cabina di pilotaggio, uccidendo i piloti e prendendo infine il controllo dell'aereo eseguendo la riattaccata all'ultimo, dopodiché, Korshunov fa virare l'aereo a est, in direzione del Kazakistan. In quanto, apparentemente, il presidente è stato messo in salvo e ha abbandonato l'aereo già precedentemente, Korshunov inizia a uccidere a uno a uno i passeggeri dell'aereo, nell'attesa che le sue richieste vengano accolte da Washington. Tuttavia il presidente, che non aveva mai abbandonato l'aereo dall'inizio del dirottamento, interviene e agisce di nascosto, eliminando i terroristi nella stiva e provocando una fuoriuscita di carburante tramite delle istruzioni ricevute dalla Casa Bianca. Notata la perdita, Korshunov ottiene un rifornimento in volo, mentre il presidente permette ai suoi collaboratori e alla maggior parte dei passeggeri di lasciare l'aereo, inviando via fax delle istruzioni per il rifornimento, affinché gli occupanti possano paracadutarsi dall'aereo. Giunge quindi un McDonnell Douglas KC-10 Extender a rifornire il Jumbo, e non appena gli occupanti iniziano a lanciarsi dalla rampa di poppa, i dirottatori si accorgono che il presidente ha fatto evacuare tutti i passeggeri dal velivolo, quindi lo catturano e lo portano sul ponte superiore, mentre il KC-10 viene improvvisamente scollegato dall'Air Force One e si distrugge esplodendo. Korshunov, minacciando con la sua pistola di uccidere il Presidente, gli ordina di chiamare Petrov per liberare il dittatore Radek, ma dopo ad aver accettato la sua richiesta, e mentre le guardie russe fanno iniziare la liberazione di Radek, grazie a una scheggia di vetro, il presidente si libera ed elimina gli ultimi dirottatori, ma Korshunov prende ancora in ostaggio Grace, in procinto di ucciderla buttandola giù dall'aereo, ma le cose vanno nel senso opposto; Grace si libera dal terrorista, mentre James, inizialmente arrendendosi, si scaraventa contro Korshunov, immobilizzandolo di seguito e legandolo a un paracadute, riuscendo finalmente, dopo vari tentativi, ad ucciderlo. Grazie a tutto questo, James riesce anche a salvare sua moglie, tornando di seguito in cabina. James prende infine i controlli dell'aereo, avendo un'ottima esperienza da aviatore; successivamente alla morte dei terroristi, Petrov, aggiornato ancora da Marshall, ordina ancora alle guardie di uccidere definitivamente il dittatore, in procinto di essere liberato.
Gli unici ancora vivi sull'Air Force One, dato che la maggior parte dei passeggeri ha avuto modo di paracadutarsi dal velivolo, sono il presidente, la sua famiglia, il maggiore Caldwell, Lloyd Shepard (ferito da Korshunov) e una delle guardie del corpo del presidente, ma vengono successivamente attaccati da alcuni caccia fedeli al dittatore ucciso, che danneggiano gravemente l'aereo prima di essere neutralizzati dai caccia americani. Scatta così una missione di salvataggio sopra il Mar Caspio, durante la quale, però, si verifica un nuovo colpo di scena: la guardia del corpo presidenziale (che collaborava, in realtà, con i terroristi), uccide il maggiore rimasto con lui sull'Air Force One, che si disintegra di seguito in mare con lui a bordo. Ancora una volta, però, il presidente riesce ad avere la meglio: così facendo, sano e salvo, può finalmente andare sull'aereo da trasporto militare americano venuto in soccorso, riabbracciando così la sua famiglia.

## Produzione
Le riprese del film si svolsero dal 16 settembre 1996 al 17 gennaio 1997.
Per le riprese esterne, i produttori noleggiarono un aereo Boeing 747 della Kalitta Air e lo ridipinsero per farlo sembrare l'Air Force One.
Le scene dell'aeroporto di Mosca furono in realtà girate al Los Angeles International Airport.

## Distribuzione
Air Force One è stato distribuito negli Stati Uniti il 25 luglio 1997 dalla Sony Pictures e in Italia il 19 settembre dalla Buena Vista Pictures International attraverso la Touchstone Pictures.

### Versione italiana
La direzione del doppiaggio italiano è a cura di Sandro Acerbo, su dialoghi di Francesco Vairano, per conto della SEFIT-CDC. Nei dialoghi italiani si riscontra l'impropria traduzione di Secret Service (l'agenzia federale che si occupa della protezione dei presidenti USA) in "servizi segreti".

## Accoglienza

### Incassi
Prodotto con un budget di 85 milioni di dollari, il film debuttò al primo posto del botteghino nordamericano con un incasso di oltre 37 milioni nel suo primo weekend. Divenne un successo finanziario, incassando 172 956 409 nei soli Stati Uniti e 142 200 000 all'estero, per un totale di 315 156 409 in tutto il mondo.

### Critica
Il film ricevette critiche generalmente positive. Su Metacritic ha un punteggio di 62 su 100 basato su 25 giudizi, mentre su Rotten Tomatoes registra una valutazione pari al 79% delle recensioni professionali favorevoli con un voto medio di 7,1 su 10 basato su 66 recensioni.
Il presidente in carica Bill Clinton visionò due volte il film nel suo ufficio ed espresse un giudizio positivo. In un sondaggio del 2016, Harrison Ford è stato nominato il più grande presidente cinematografico di sempre.